# Ferrovia Trans-Manchuriana

A rota da linha principal da Ferrovia Trans-Manchuriana (de Manzhouli para Harbin a Suifenhe), e sua ramificação do sul (Harbin para Dalian). Depois de 1905, a maioria do ramo sul (a partir de Changchun para Dalian) tornou-se de gerência o Japão Ferrovia do Sul da Manchúria

A Ferrovia Trans-Manchuriana ou Ferrovia da China Oriental (em russo: дорога железная Китайско-Восточная, К.В.Ж.Д. de forma abreviada) foi um trecho da Ferrovia Transiberiana de 2536 km através da Manchúria e administrada por uma empresa homônima russa. A linha foi encomendada em 1903 e ligava as cidades russas de Chita e Grodekovo (atual Pogranichnaya). Ligou várias cidades manchus incluindo Harbin, onde foi instalado o centro administrativo da empresa. A construção em 1903 na seção do Extremo Oriente Russo de Grodekovo-Ussuriisky finalizou a demarcação da Trans-Siberiana e permitiu, pela primeira vez a Vladivostok o contato com o resto da Rússia através da Manchúria. A parte sul da estrada de ferro, conhecida como Ferrovia do Sul da Manchúria, tornou-se um local e parcial casus belli para disputas entre as potências regionais, especialmente durante a Guerra Russo-Japonesa de 1905 e a Segunda Guerra Sino-Japonesa de 1937-1945 (incluindo os incidentes que antecederam a última de 1927).